# Jimmy Jackson (Rennfahrer)
James Merriman „Jimmy“ Jackson (* 25. Juli 1910 in Indianapolis, Indiana; † 25. November 1984 in Desert Hot Springs, Kalifornien) war ein US-amerikanischer Autorennfahrer.

## Karriere
Jimmy Jackson startete in seiner Karriere sechs Mal bei den 500 Meilen von Indianapolis, wobei er 1946 als bestes Ergebnis einen zweiten Platz in einem Miller FD-Offenhauser erzielte. Zwischen 1947 und 1949 gelangten ihm Ergebnisse in den Top 10. Bei seinem Start 1950 schied er auf einem Kurtis Kraft-Cummins in der 52. Runde mit einem Schaden am Schwingungsdämpfer aus. 1952 qualifizierte sich Jackson nicht, 1954 erreichte er zusammen mit seinen Teamkollegen Duane Carter, Tony Bettenhausen und Marshall Teague (Fahrerwechsel waren damals erlaubt) mit einem Rückstand von vier Runden auf den Sieger Bill Vukovich den 15. Rang. Da die Rennen von 1950 und 1954 mit zur Fahrerweltmeisterschaft der Formel 1 zählten, stehen auch zwei Starts in Weltmeisterschaftsläufen in seiner Erfolgsstatistik.
Nach seiner Karriere arbeitete Jackson in Indianapolis als Vertreter für Autozubehörteile.

## Statistik

### Indy-500-Ergebnisse
| Jahr | Startnr. | Start | Qual. (km/h) | Ergebnis | Runden | Führung | Ausfall                                        |
| ---- | -------- | ----- | ------------ | -------- | ------ | ------- | ---------------------------------------------- |
| 1946 | 61       | 5     | 193,506      | 2        | 200    | 5       |                                                |
| 1947 | 7        | 10    | 196,741      | 5        | 200    | 0       |                                                |
| 1948 | 61       | 4     | 205,189      | 10       | 193    | 0       | Dreher                                         |
| 1949 | 61       | 7     | 206,010      | 6        | 200    | 0       |                                                |
| 1950 | 61       | 32    | 207,909      | 29       | 52     | 0       | Schwingungsdämpfer                             |
| 1952 | 61       | DNQ   |              |          |        |         |                                                |
| 1954 | 16       |       |              | 154      | 57     | 0       | fuhr Duane Carters Wagen; Rd. 106–120; 155–196 |

| Legende  | Legende            | Legende                                                          |
| Farbe    | Abkürzung          | Bedeutung                                                        |
| -------- | ------------------ | ---------------------------------------------------------------- |
| Gold     | –                  | Sieg                                                             |
| Silber   | –                  | 2. Platz                                                         |
| Bronze   | –                  | 3. Platz                                                         |
| Grün     | –                  | Platzierung in den Punkten                                       |
| Blau     | –                  | Klassifiziert außerhalb der Punkteränge                          |
| Violett  | DNF                | Rennen nicht beendet (did not finish)                            |
| Violett  | NC                 | nicht klassifiziert (not classified)                             |
| Rot      | DNQ                | nicht qualifiziert (did not qualify)                             |
| Rot      | DNPQ               | in Vorqualifikation gescheitert (did not pre-qualify)            |
| Schwarz  | DSQ                | disqualifiziert (disqualified)                                   |
| Weiß     | DNS                | nicht am Start (did not start)                                   |
| Weiß     | WD                 | zurückgezogen (withdrawn)                                        |
| Hellblau | PO                 | nur am Training teilgenommen (practiced only)                    |
| Hellblau | TD                 | Freitags-Testfahrer (test driver)                                |
| ohne     | DNP                | nicht am Training teilgenommen (did not practice)                |
| ohne     | INJ                | verletzt oder krank (injured)                                    |
| ohne     | EX                 | ausgeschlossen (excluded)                                        |
| ohne     | DNA                | nicht erschienen (did not arrive)                                |
| ohne     | C                  | Rennen abgesagt (cancelled)                                      |
| ohne     | keine WM-Teilnahme |                                                                  |
| sonstige | P/fett             | Pole-Position                                                    |
| sonstige | 1/2/3/4/5/6/7/8    | Punktplatzierung im Sprint-/Qualifikationsrennen                 |
| sonstige | SR/kursiv          | Schnellste Rennrunde                                             |
| sonstige | *                  | nicht im Ziel, aufgrund der zurückgelegten Distanz aber gewertet |
| sonstige | ()                 | Streichresultate                                                 |
| sonstige | unterstrichen      | Führender in der Gesamtwertung                                   |